# Oya Kephale
 (mai 2023).
Oya Kephale [oja kefale] est une troupe de musique classique et d’opérette créée en 1995, dont les productions sont jouées au profit d’associations caritatives. Le chœur et l'orchestre amateurs sont accompagnés par une direction artistique et musicale professionnelle.
C’est avec une production de La Belle Hélène que la troupe foule la scène pour la première fois. Par la suite, Oya Kephale monte chaque année une opérette de Jacques Offenbach, et élargit son répertoire en proposant également un concert symphonique par an.
Oya Kephale s’est étoffée au fil des années et est aujourd’hui composée d’un chef d'orchestre professionnel, d’un chœur d’une trentaine d’amateurs, d’un orchestre d’une vingtaine d’instrumentistes amateurs, tous admis sur auditions, et d’un metteur en scène professionnel. Des chanteurs bénévoles sont également auditionnés chaque saison pour accompagner la troupe lors des concerts et des opérettes

## Historique
En 1995, deux amies férues de chant décident de mettre leur amour de la musique au service d’autrui. Elles se lancent dans une production de La Belle Hélène de Jacques Offenbach avec des chanteurs et instrumentistes, dans l’objectif de reverser les bénéfices à des associations caritatives ou culturelles. Pour trouver un nom décalé à ce groupe, une référence à l’air d’Oreste de La Belle Hélène est choisie : Oya Kephale («Quelle Tête!» en grec) voit le jour. La première représentation a lieu le 18 novembre 1995.
D’un petit ensemble constitué d’un pianiste et de autres 8 musiciens lors de sa création, l’orchestre s’est par la suite progressivement étoffé. En 1998, le nombre plus important d’instrumentistes permet à la troupe d’innover, en présentant un premier programme symphonique et vocal. Dès lors, Oya Kephale donnera aussi des concerts de musique classique chaque année.
Pendant les 10 premières années de la troupe, Yannick Paget est à la direction musicale d'Oya Kephale. Il dirige le chœur et l’orchestre pour la dernière fois en décembre 2004. En janvier 2005, Laëtitia Trouvé lui succède. 
Sous sa direction, de grands compositeurs sont à l’honneur, comme Claude Debussy (Danses sacrée et profane pour harpe et cordes), Francis Poulenc (Salve Regina), Felix Mendelssohn (Psaume 42), ou encore Antonio Vivaldi (Laetatus Sum) et Johannes Brahms (Danses Hongroises). Mais Laëtitia Trouvé souhaite également faire partager au public des œuvres moins connues de César Franck (Les sept paroles du Christ), John Rutter (Christmas Carols, Magnificat), Ottorino Respighi (Danses et airs antiques), Arvo Pärt (Silouans song), Georges Delerue (Concerto pour violon et orchestre).
Du côté des opérettes, après avoir dirigé La Périchole en 2005 et La Grande-Duchesse de Gérolstein en 2006, Laëtitia Trouvé choisit des œuvres d’Offenbach plus rarement jouées, telles que Barbe-Bleue, Le Voyage dans la Lune, Geneviève de Brabant ou Le Roi Carotte.
A l’occasion de son vingtième anniversaire en 2015, la troupe revisite l’œuvre qui a été à l’inspiration de son son nom : La Belle Hélène. Oya Kephale part alors en tournée sur les routes de France à la rencontre d’un nouveau public.
En septembre 2019, Pierre Boudeville prend les rênes de la troupe. Après un premier concert de Noël autour de Monteverdi, Mozart et Brahms, les répétitions de La Vie parisienne commencent mais l’activité de la troupe est brutalement interrompue par la crise sanitaire due à la pandémie de Covid-19. Les opérettes de 2020 et 2021 ne connaîtront pas de représentation publique. 
L’activité reprend réellement en décembre 2021, avec un programme construit autour de Camille Saint-Saëns en 2021 en hommage au 100ème anniversaire du décès du compositeur.
En mai 2022, c’est avec 6 représentations de Barbe-Bleue que la troupe retrouve les planches du Théâtre d'Asnières.
Plus tard cette même année, au mois de décembre, le choeur et l'orchestre donnent un concert hommage à Franck et Gounod, à l'occasion du 200ème anniversaire de la naissance de César Franck.  
Pour le premier semestre 2023, la troupe prépare une production des Brigands, de Jacques Offenbach, toujours sous la direction de Pierre Boudeville, et sur une mise en scène d'Emmanuel Ménard.
Après un concert mettant à l'honneur trois grands noms de la musique allemande, Bach, Beethoven et Mendelssohn, pour cloturer 2023, l'année 2024 sera synonyme de nouveauté. En effet, c'est avec une production de Madame Favart de Jacques Offenbach, oeuvre inédite pour Oya Kephale, que la troupe foulera la scène du Théâtre d'Asnières au mois de mai. 
Pour la saison 2024/2025, Oya Kephale fête sa trentième année d'existence, en proposant une programmation anniversaire autour d'Orphée aux enfers, le célèbre opéra-bouffe d'Offenbach. 

## Productions

### Opérettes
- 1995 : La Belle Hélène.
- 1996 : La Périchole.
- 1997-1998 : Les Brigands.
- 1999 : Orphée aux enfers.
- 2001 : La Vie parisienne.
- 2002 : La Belle Hélène.
- 2004 : Merlin ou La Nuit des métamorphoses, opéra-comique de Yannick Paget [11], sur un livret de Côme de Bellescize.
- 2005 : La Périchole.
- 2006 : La Grande Duchesse de Gérolstein.
- 2007 : Barbe-Bleue.
- 2008 : Dans la Lune.
- 2009 : Geneviève de Brabant.
- 2010 : La Fille du Tambour-major [12].
- 2011 : Le Docteur Ox [13].
- 2012 : Le Roi Carotte [14].
- 2013 : La Vie parisienne[15].
- 2014 : Les Brigands.
- 2015 : La Belle Hélène.
- 2016 : Le Voyage dans la Lune [16].
- 2017 : Geneviève de Brabant.
- 2018 : La Grande Duchesse de Gérolstein[17].
- 2019 : La Périchole [18].
- 2020-2021 : La Vie parisienne (annulée en raison du Covid).
- 2022 : Barbe-Bleue [19].
- 2023 : Les Brigands[20].
- 2024 : Madame Favart.[21]
- 2025 : Orphée aux enfers

### Concerts
- 1998 : Mozart, Beethoven, sous la direction de Yannick Paget.
- 1999 : Beethoven, Sibelius, Mozart, Fauré, Bernstein, sous la direction de Yannick Paget.
- 2000 : Mendelssohn, Mozart, Puccini, sous la direction de Yannick Paget.
- 2001 : Beethoven, Paget, Dvořák, sous la direction de Yannick Paget.
- 2003 : Johannes Brahms, Un Requiem Allemand, sous la direction de Yannick Paget.
- 2003 (juin) : Bizet, Lalo, Fauré, Paget, sous la direction de Yannick Paget.
- 2004 : Brahms, Beethoven, sous la direction de Yannick Paget.
- 2005 : Musique sacrée française (Godard, Schmitt, Poulenc, Danican Philidor, Delerue, Charpentier), sous la direction de Laëtitia Trouvé.
- 2006 :  Haendel, Debussy, Bizet, sous la direction de Laëtitia Trouvé.
- 2007 : Chabrier, Gounod, sous la direction de Laëtitia Trouvé.
- 2008 : Dvořák, Williams, Gounod, Duruflé, sous la direction de Laëtitia Trouvé.
- 2009 : Bruckner, Schubert, Mendelssohn, sous la direction de Laëtitia Trouvé.
- 2010 : Tchaïkovski, Schumann, Offenbach, sous la direction de Laëtitia Trouvé.
- 2011 : Bizet, Vivaldi, Rutter, sous la direction de Laëtitia Trouvé.
- 2012 : Franck, Poulenc, Grieg, Vivaldi, sous la direction de Laëtitia Trouvé.
- 2013 : Mendelssohn, Bruckner, Respighi, sous la direction de Laëtitia Trouvé.
- 2014 : Brahms, Mendelssohn, Rutter, sous la direction de Laëtitia Trouvé.
- 2015 : Gounod, Vivaldi, Offenbach, sous la direction de Laëtitia Trouvé.
- 2016 : Grieg, Pergolèse, Gounod, sous la direction de Laëtitia Trouvé [22].
- 2017 : Vivaldi, Pleyel, Bizet sous la direction de Mattia Bornati (direction artistique de Laëtitia Trouvé).
- 2018 : Sibelius, Schumann et Schubert , sous la direction de Mattia Bornati (direction artistique de Laëtitia Trouvé) [23].
- 2019 : Monteverdi, Brahms, Haendel / Mozart, sous la direction de Pierre Boudeville.
- 2021 : Concert hommage à Camille Saint-Saëns, sous la direction de Pierre Boudeville.
- 2022 : Gounod & Franck, sous la direction de Pierre Boudeville[24].
- 2033 : Bach, Beethoven, Mendelssohn, sous la direction de Pierre Boudeville[25]